# کریس فن در هوف
کریس فن در هوف (هلندی: Chris van der Hoef; ۱۱ اکتبر ۱۸۷۵ – ۵ مارس ۱۹۳۳) مجسمه‌ساز اهل هلند بود.
از افتخارات وی میتوان به کسب مدال نقره مجسمه‌سازی نقش برجسته و مدال در بخش مسابقات هنری بازی‌های المپیک تابستانی ۱۹۲۸ اشاره کرد.